# プラット買収

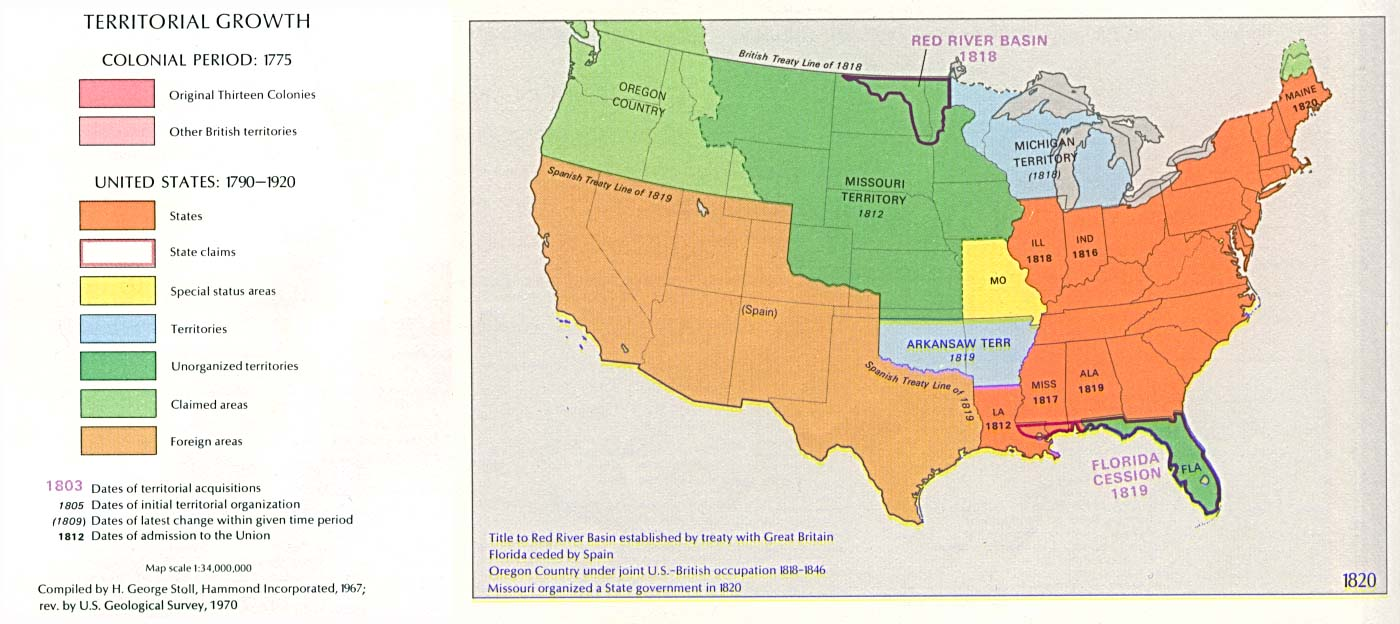
1820年のアメリカ合衆国。ミズーリ州（黄色）の西の境界がまだ直線であることを示している。ミズーリ協定は未編入領地 (濃い緑色)での奴隷制を禁止し、ミズーリ (黄色) で許可した

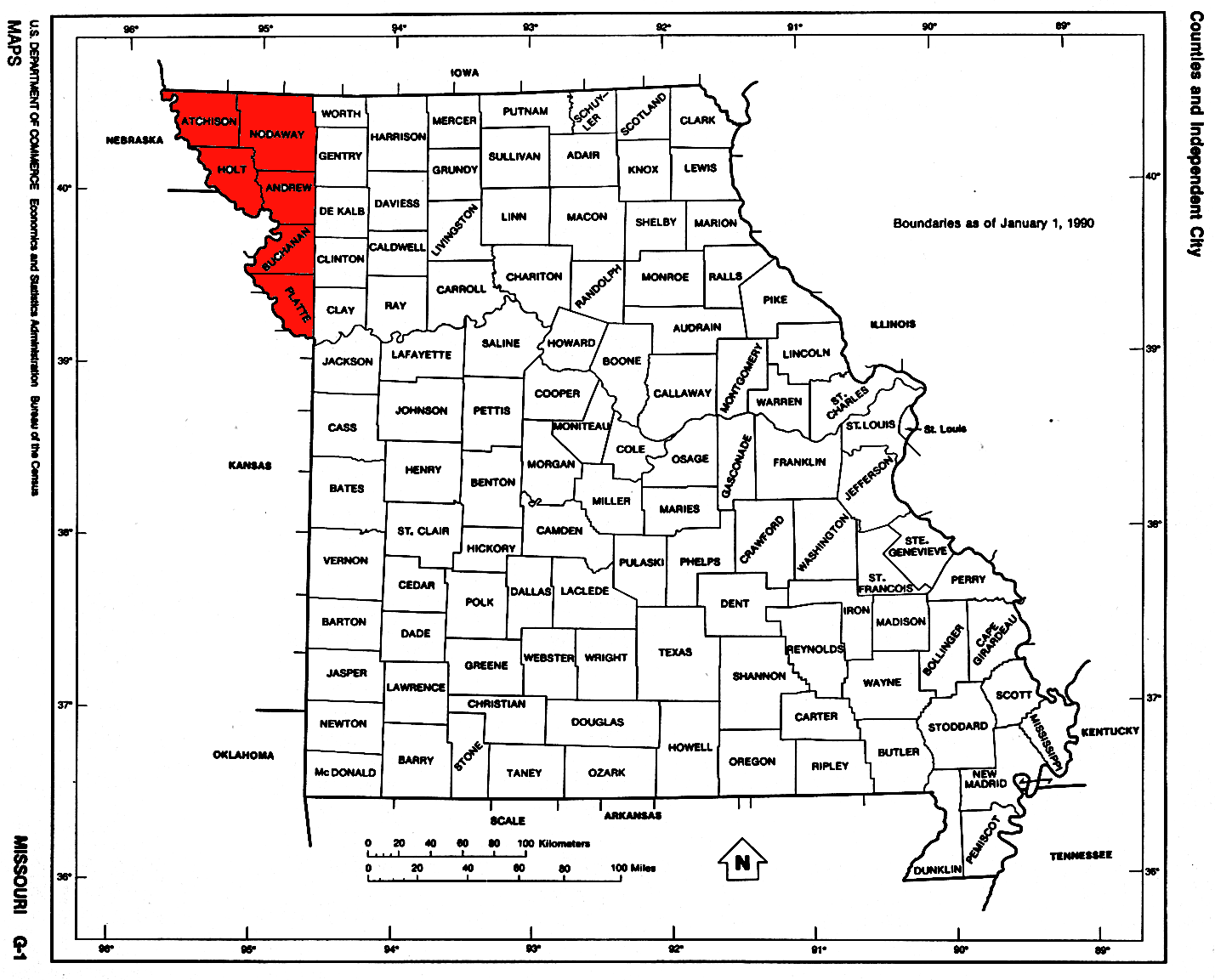
ミズーリ州の地図で見たプラット買収の土地。赤い色で強調している

プラット買収（Platte Purchase）は、1836年にミズーリ州がインディアン部族から土地を買収して、州の北西の角に土地を加えた歴史上の事件を指す。

## 買収地
1836年のプラット買収は、ミズーリ州に、その北西の角を成す3,149平方マイル (8,156 km²) の土地を加えた。プラット買収地は、アンドリュー郡435平方マイル (1,127 km²)、アッチソン郡(545平方マイル)、ブキャナン郡410平方マイル (1,060 km²)、ホルト郡462平方マイル (1,197 km²)、ノダウェイ郡877平方マイル(2,271 km²) 、プラット郡(420 平方マイル) を含む。
これらのエリアは現在カンザスシティ国際空港とカンザスシティ北西郊）、セントジョセフ、マウンドシティ、メアリーヴィルを含んでいる。州間高速道29号のミズーリの部分のほとんどすべてはこのエリア内にある。デラウェア州とロードアイランド州を合わせたサイズとほぼ同じくらいの面積を持つエリアである。
当時、ミズーリの西の境界は、カンザスシティにあるカンザス川の河口の位置(西経94度36分)に相当した（それはまたミズーリとカンザス間の境界でもあった）。買収により、ミズーリの境界は北西に向かって西経95度46分まで拡大した。

## 経緯
この買収は、カンザス州レブンワース砦でウィリアム・クラーク（ルイス・クラーク探検隊で有名な）が取り仕切った。マーティン・ヴァン・ビューレンは1837年3月28日にこのエリアをミズーリの一部と宣言した。
これに関連した部族は、アイオワ部族 (マハスカとノーハートの酋長らが率いる) とソークとフォックスの部族の連合だった。
部族には土地に7,500ドルが支払われた。政府は「それぞれの部族に快適な5軒の家を建てて、200エーカー(0.8 km²)の土地を耕して、200エーカー(0.8 km²)の土地に柵を張って、農夫、鍛冶工、教師、通訳を与えて、農具を与えて、家畜を与えて」その他の多くの細かい物を与えようとした。部族は、後にカンザス州とネブラスカ州になるミズーリ川の西の居留地に移動する事に同意した。この時、およそ1,000名のアイオワ族、500名のソーク族、1,200名のフォックス族がいた。
部族は当初は恒久的に土地を守ることを約束されていた。しかし、白人入植者たち（最も著しい例はジョーゼフ・ロビドゥ）はすぐにこの合意を破った。